# Вест-Бетюве
Вест-Бетюве (нід. West Betuwe) — муніципалітет у Нідерландах, у провінції Гелдерланд.
Утворений 1 січня 2019 року шляхом об'єднання трьох колишніх муніципалітетів — Гелдермалсена, Нерейнена та Лінгевала.

## Населені пункти муніципалітету
Міста
- Асперен
- Гекелюм
- Гелдермалсен

Села
- Акой
- Бесд
- Бюрмалсен
- Варденбюрг
- Варік
- Вюрен
- Гафтен
- Геллау
- Геллікюм
- Гервейнен
- Гесселт
- Дейл
- Енспейк
- Ест
- Метерен
- Нерейнен
- Опейнен
- Офемерт
- Реной
- Рюмпт
- Спейк
- Тріхт
- Тейл

## Визначні мешканці
- Корнелій Янсен (1585 в Асквої – 1638) — нідерландський єпископ, засновник католицького богословського вчення, відомого як янсенізм[6]
- Йоганнес ван ден Бош (1780 в Гервейнені – 1844) — нідерландський офіцер і політичний діяч

## Галерея

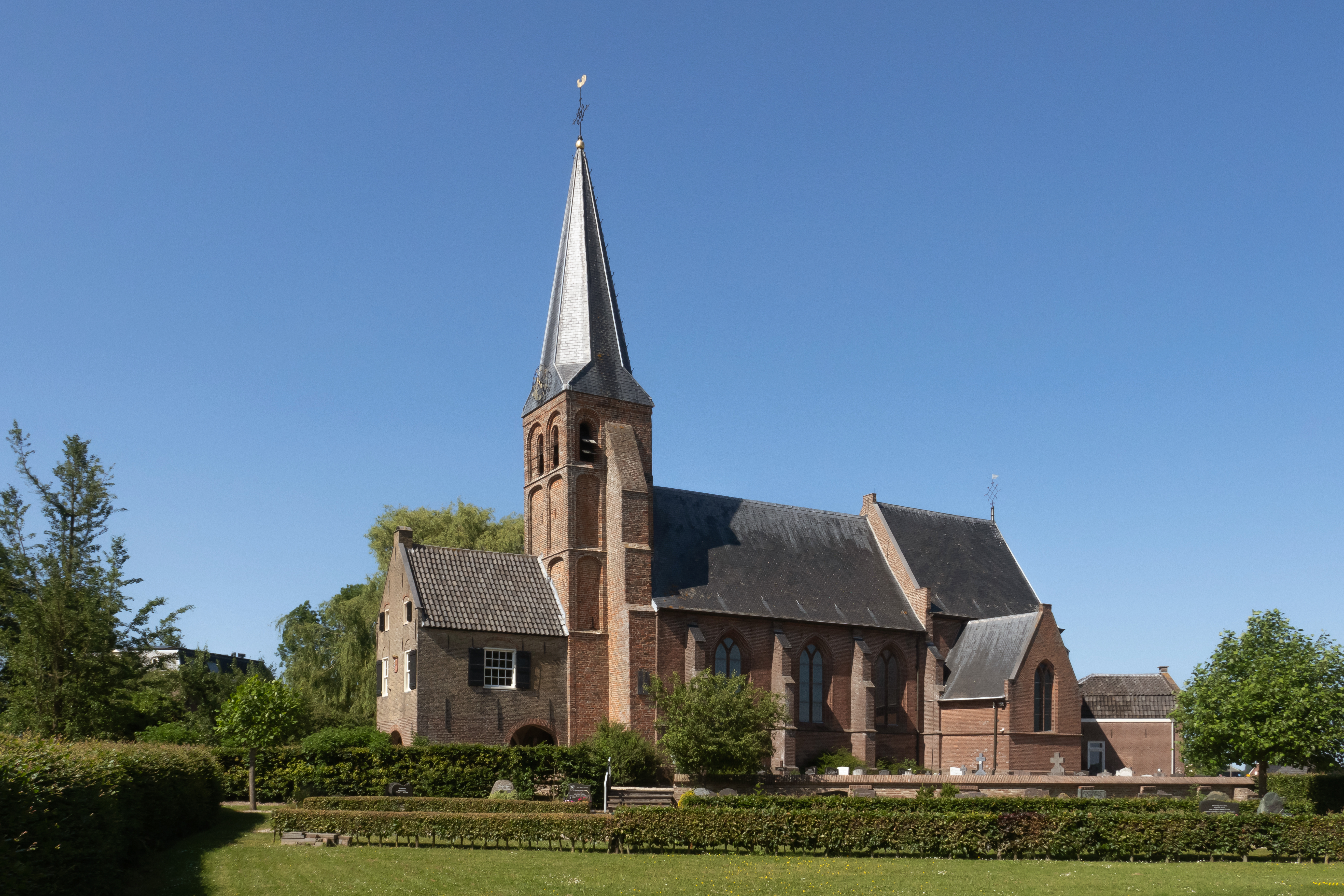
Церква в Геллікюмі
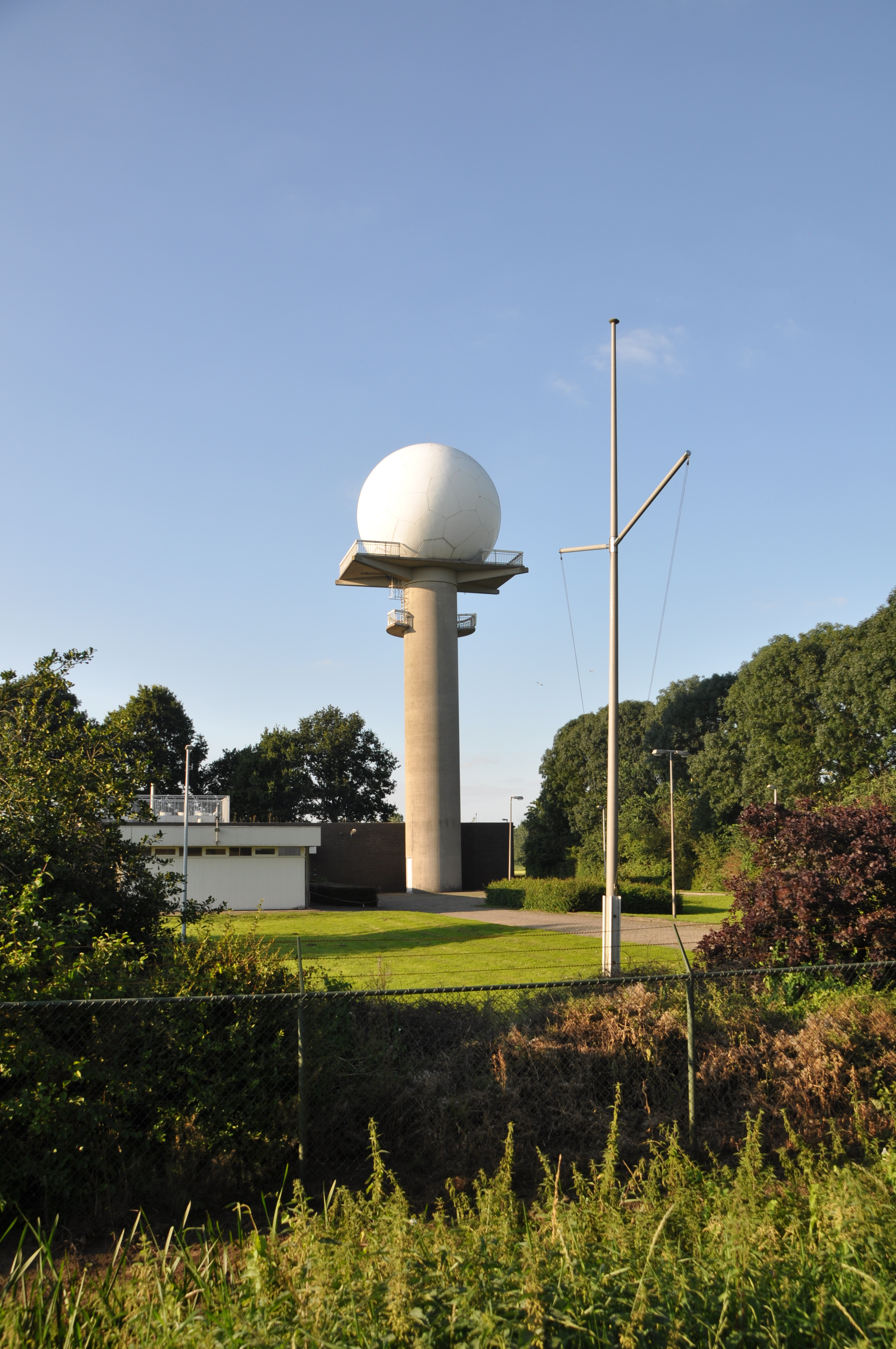
Радар у Гервейнені
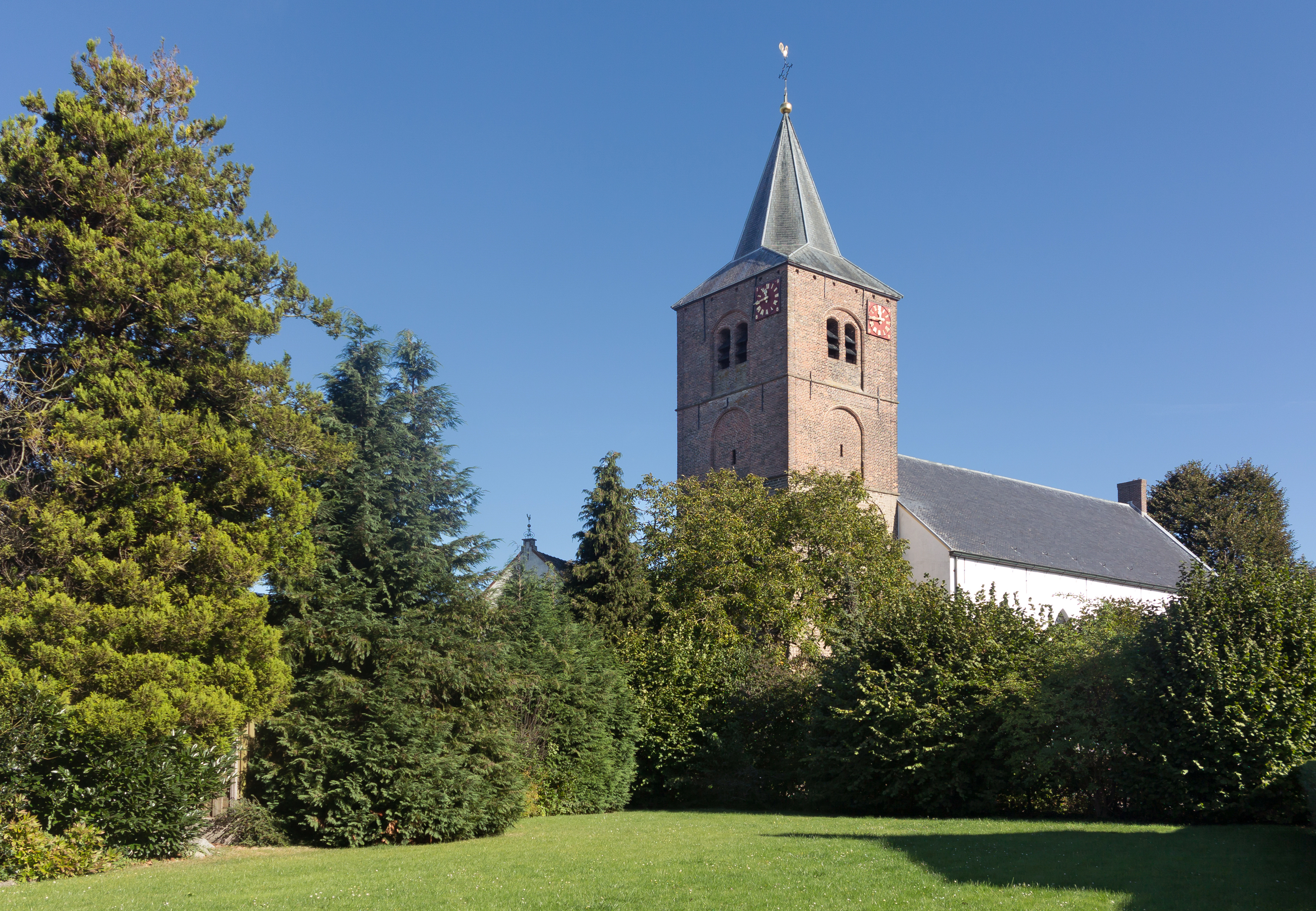
Реформистська церква в Дейлі
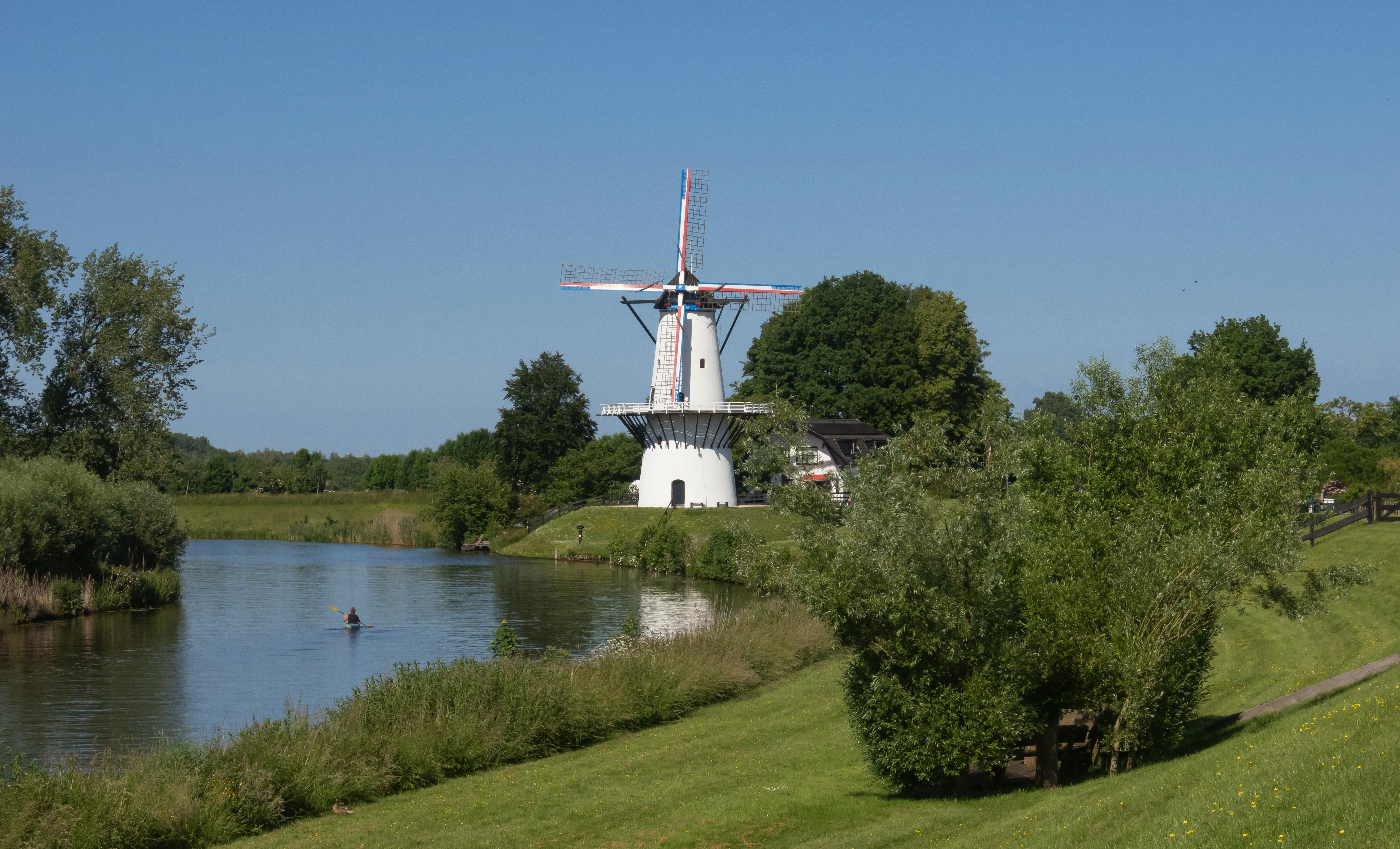
Вітряк у Дейлі
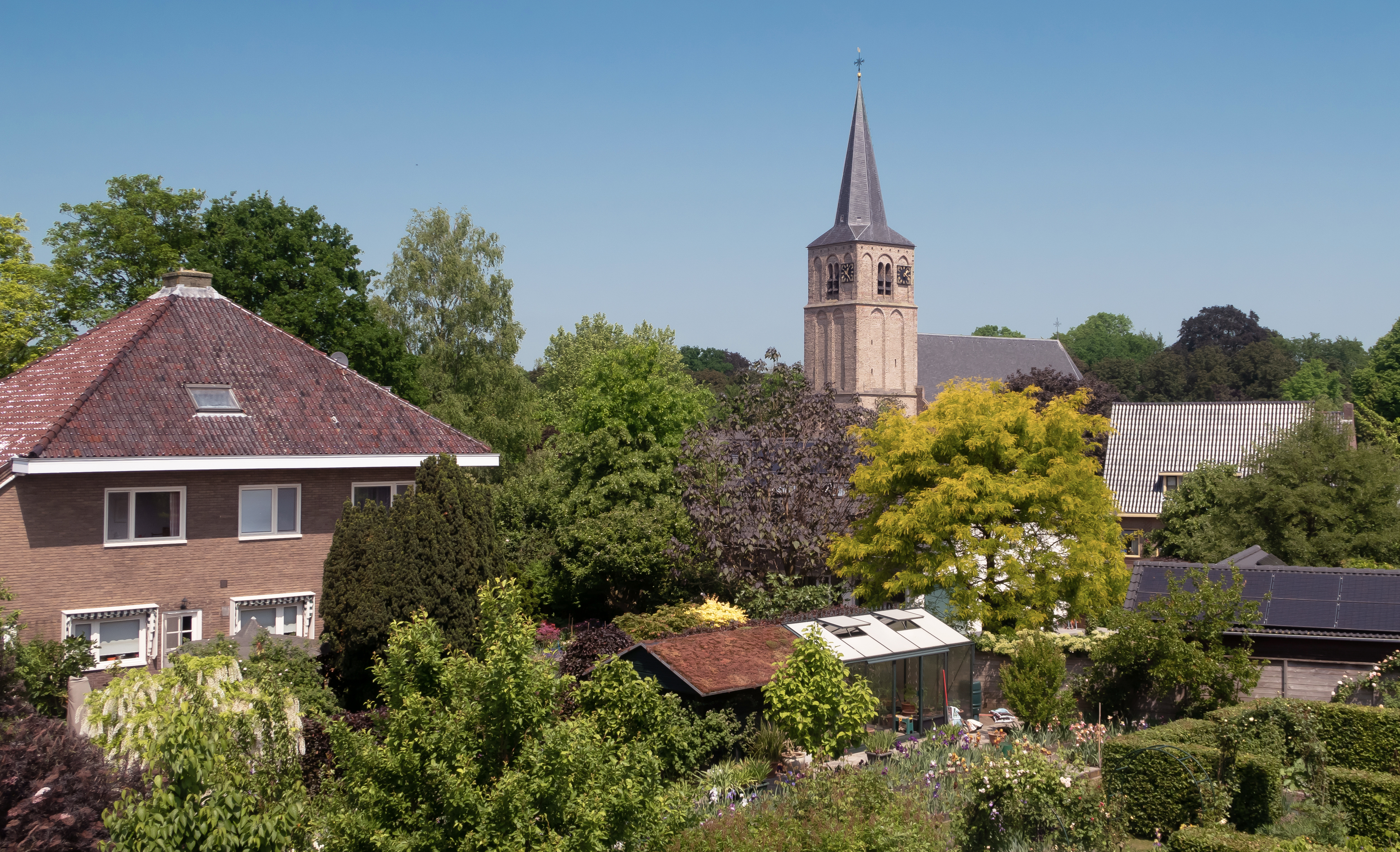
Опейнен, панорама села
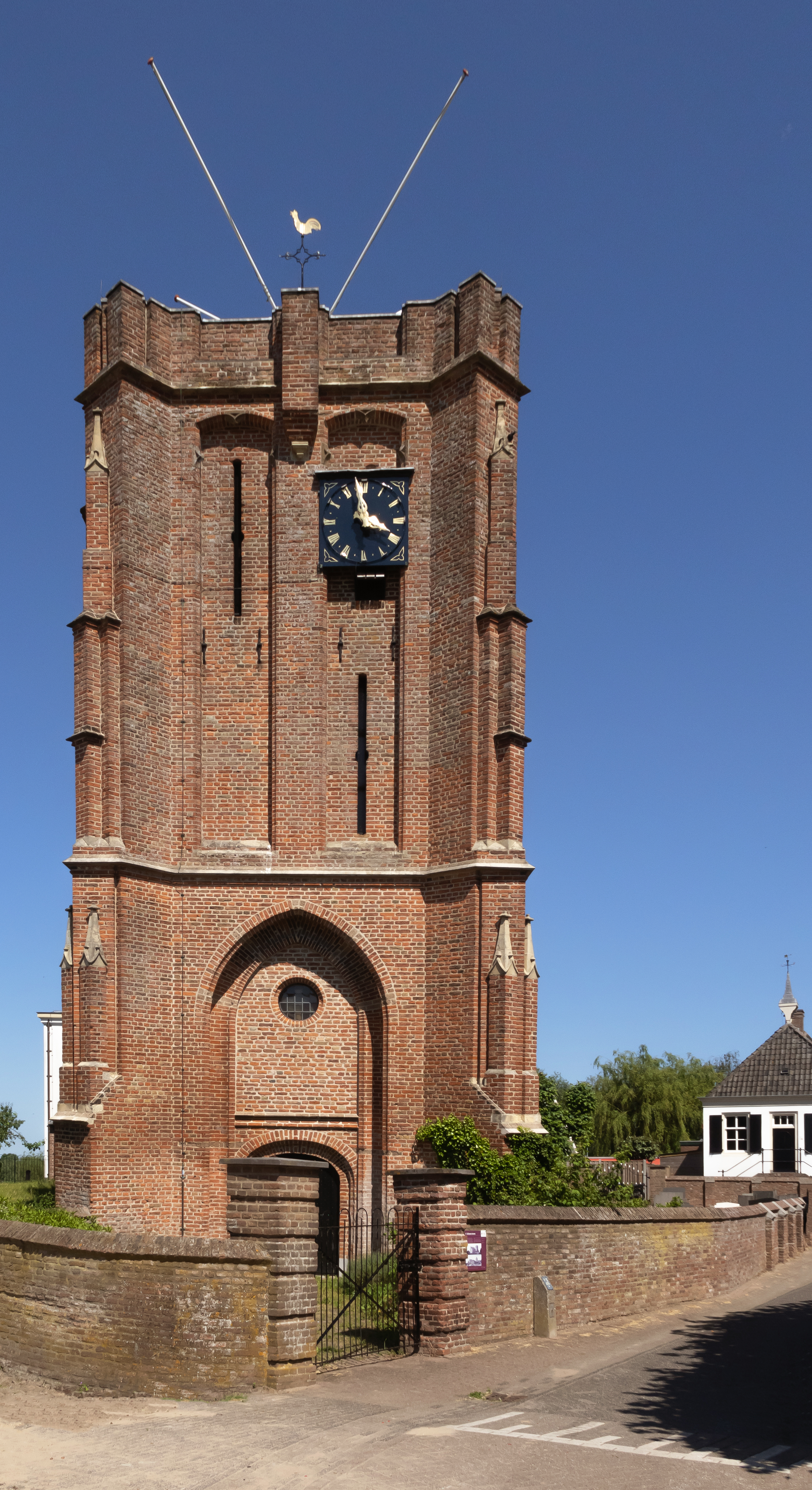
Церква в Асквої
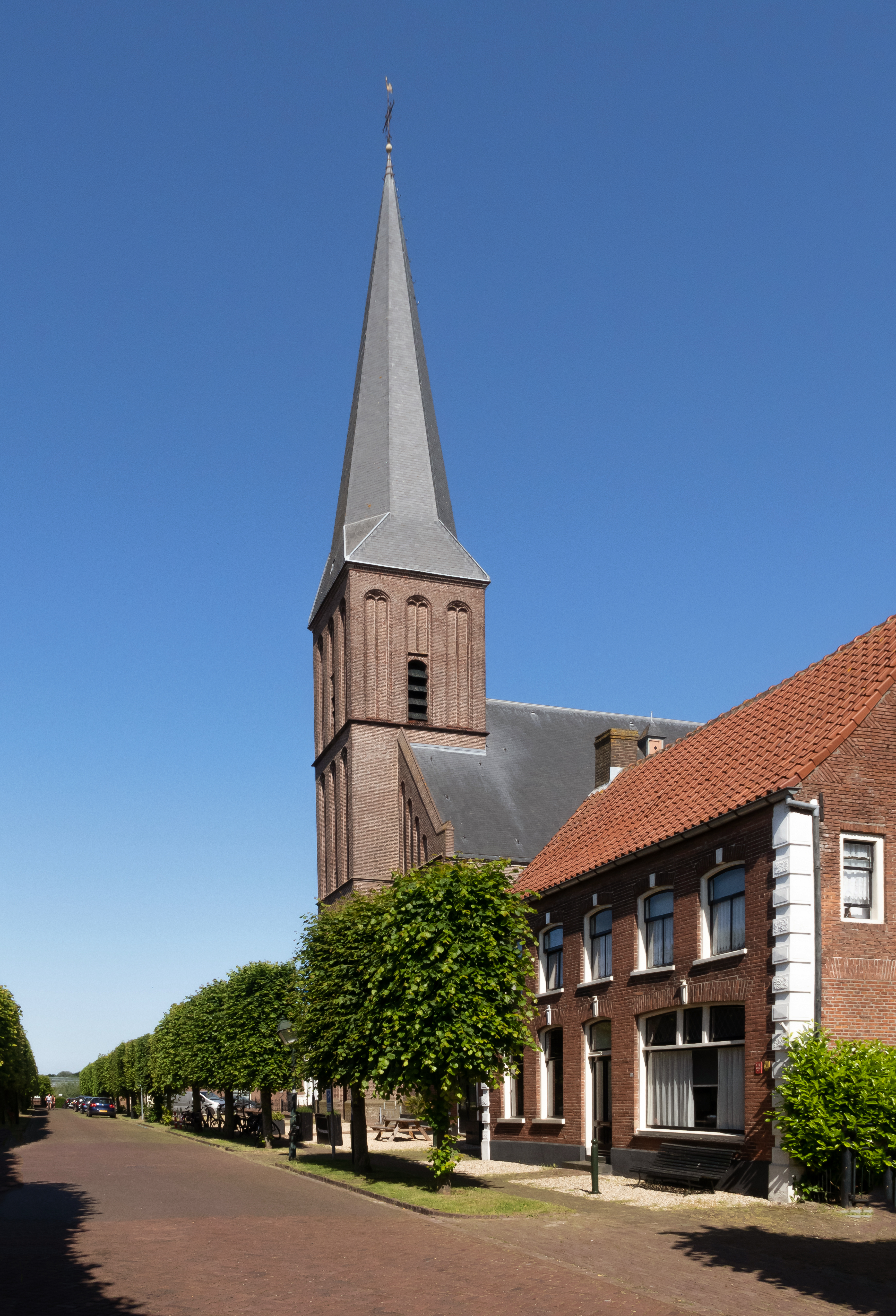
Церква в Бесді
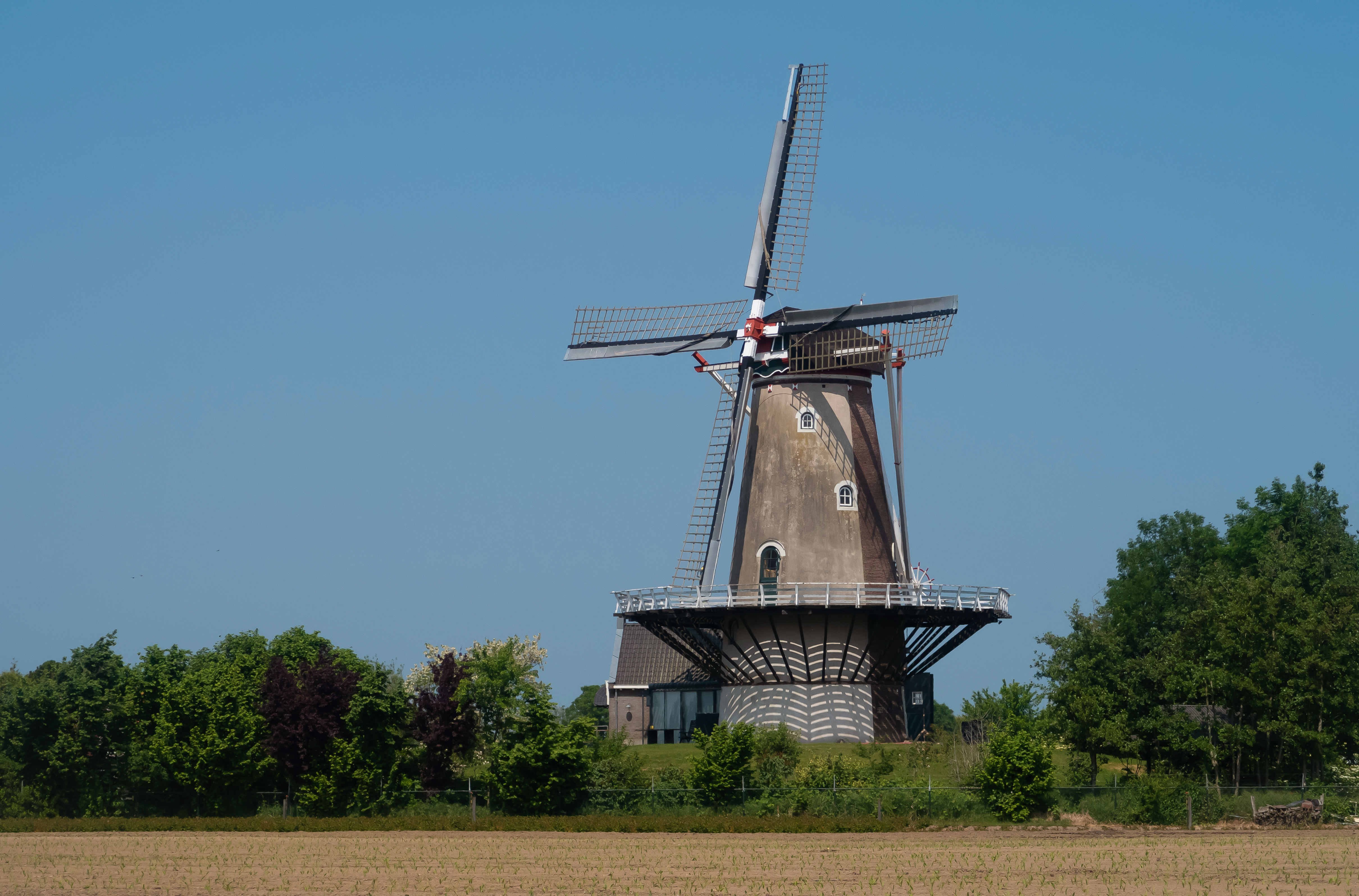
Вітряк у Варіці